# Cryptophasa
Cryptophasa é um gênero de traça pertencente à família Agonoxenidae.